# Lookout Studio
Le Lookout Studio est un bâtiment américain situé à Grand Canyon Village, dans le comté de Coconino, en Arizona. Conçu par l'architecte Mary Colter, il est protégé au sein du parc national du Grand Canyon. Il constitue une propriété contributrice au district historique de Grand Canyon Village, un district historique inscrit au Registre national des lieux historiques depuis le 20 novembre 1975. Il fait également partie des Mary Jane Colter Buildings, inscrits au Registre national des lieux historiques et classés National Historic Landmark depuis le 28 mai 1987.